# Elecciones generales de Italia de 1946
Las elecciones generales se celebraron en Italia el domingo 2 de junio de 1946. Fueron los primeros comicios después de la Segunda Guerra Mundial y eligieron a 556 diputados a la Asamblea Constituyente. En teoría, un total de 573 diputados debían ser elegidos, pero las elecciones no tuvieron lugar en Venecia Julia y en el Tirol del Sur, que estaban bajo ocupación militar por las Naciones Unidas.
Por primera vez, se permitió a las mujeres italianas votar en una elección nacional. Los electores tenían dos votos: uno para elegir a los representantes de la asamblea y otro para elegir la forma institucional del Estado.

## Sistema electoral
Para enfatizar la restauración de la democracia después de la era fascista, una pura representación proporcional por listas fue elegida. Las provincias italianas se unieron en 31 circunscripciones, eligiendo cada una un grupo de candidatos. A nivel de circunscripción, los escaños fueron divididos entre listas abiertas usando el método del resto mayor con la cuota Imperiali. Los votos restantes y los escaños se transfirieron a nivel nacional, donde las listas cerradas especiales de líderes nacionales recibieron los últimos escaños utilizando la cuota Hare.

## Campaña
Al final de la Segunda Guerra Mundial, Italia estaba gobernada bajo leyes de transición como resultado de acuerdos entre el Comité de Liberación Nacional (CLN) y el teniente general real del Reino, Humberto II. Puesto que no se habían celebrado elecciones democráticas durante más de 20 años, el poder legislativo se concedió al gobierno, pero después de las primeras elecciones, el Consejo de Ministros italiano tendría que recibir un voto de confianza por parte de la nueva Asamblea Constituyente.
Los tres principales participantes fueron la Democracia Cristiana y el Partido Socialista Italiano, que habían gozado de alto apoyo popular antes de la era fascista, y el Partido Comunista Italiano, que se había fortalecido con la lucha armada contra el nazismo y el fascismo durante la guerra. El Partido Liberal Italiano, heredero de la clase dominante pre-fascista y conservadora, propuso una alianza llamada Unión Democrática Nacional. Los grupos monárquicos crearon el Bloque Nacional de la Libertad, mientras que el Partido de Acción y el Partido Democrático del Trabajo esperaban maximizar la imagen positiva de los gobiernos que gobernaban en el Comité de Liberación Nacional.

## Partidos y líderes
| Partido | Partido                                         | Ideología                          | Líder              |
| ------- | ----------------------------------------------- | ---------------------------------- | ------------------ |
|         | Democracia Cristiana (DC)                       | Democracia cristiana, Popularismo  | Alcide De Gasperi  |
|         | Partido Socialista de Unidad Proletaria (PSIUP) | Socialismo, Socialismo democrático | Pietro Nenni       |
|         | Partido Comunista Italiano (PCI)                | Comunismo, Marxismo-Leninismo      | Palmiro Togliatti  |
|         | Unión Democrática Nacional (UDN)                | Liberalismo, Conservadurismo       | Manlio Brosio      |
|         | Frente del Hombre Común (UQ)                    | Populismo, Conservadurismo         | Guglielmo Giannini |
|         | Partido Republicano Italiano (PRI)              | Republicanismo, Socioliberalismo   | Randolfo Pacciardi |
|         | Bloque Nacional de la Libertad (BNL)            | Conservadurismo, Monarquismo       | Alfredo Covelli    |
|         | Partido de Acción (PdA)                         | Republicanismo, Socialismo liberal | Ugo La Malfa       |

## Resultados
La elección dio una gran mayoría al gobierno formado por los tres líderes de la CLN, a los que se unió brevemente el Partido Republicano después del exilio de Humberto II. La alianza duró un año.
| Partido                            | Partido                                           | Votos      | %     | Escaños |
| ---------------------------------- | ------------------------------------------------- | ---------- | ----- | ------- |
|                                    | Democracia Cristiana (DC)                         | 8.101.004  | 35,21 | 207     |
|                                    | Partido Socialista de Unidad Proletaria (PSIUP)   | 4.758.129  | 20,68 | 115     |
|                                    | Partido Comunista Italiano (PCI)                  | 4.356.686  | 18,93 | 104     |
|                                    | Unión Democrática Nacional (UDN)                  | 1.560.638  | 6,78  | 41      |
|                                    | Frente del Hombre Común (FUQ)                     | 1.211.956  | 5,27  | 30      |
|                                    | Partido Republicano Italiano (PRI)                | 1.003.007  | 4,36  | 23      |
|                                    | Bloque Nacional de la Libertad (BNL)              | 637.328    | 2,77  | 16      |
|                                    | Partido de Acción (PdA)                           | 334.748    | 1,45  | 7       |
|                                    | Movimiento por la Independencia de Sicilia (MIS)  | 171.201    | 0,74  | 4       |
|                                    | Partido de los Campesinos de Italia (PCd'I)       | 102.393    | 0,44  | 1       |
|                                    | Concentración Democrática Republicana (CDR)       | 97.690     | 0,42  | 2       |
|                                    | Partido Sardo de Acción (PSd'Az)                  | 78.554     | 0,34  | 2       |
|                                    | Movimiento Unionista Italiano (MUI)               | 71.021     | 0,31  | 1       |
|                                    | Partido Cristiano Social (PCS)                    | 51.088     | 0,22  | 1       |
|                                    | Partido Democrático del Trabajo (PDL)             | 40.633     | 0,18  | 1       |
|                                    | Frente Democrático Progresista Republicano (FDPR) | 21.853     | 0,09  | 1       |
|                                    | Otros                                             | 412.550    | 1,79  | 0       |
| Votos válidos                      | Votos válidos                                     | 23.010.479 | 92,24 | –       |
| Votos inválidos/en blanco          | Votos inválidos/en blanco                         | 1.936.708  | 7,76  | –       |
| Total                              | Total                                             | 24.947.187 | 100   | 556     |
| Votantes registrados/participación | Votantes registrados/participación                | 28.005.449 | 89,08 | –       |
| Fuente: Ministerio del Interior    |                                                   |            |       |         |

1. ↑  El Partido Democrático del Trabajo participó dentro de la bandera de la Unión Democrática Nacional en la mayoría de las regiones.
2. ↑  PSI–PCI–PRI–PdA por el Valle de Aosta

| \| Voto popular \| Voto popular \| Voto popular \| Voto popular \| Voto popular \| \| ------------ \| ------------ \| ------------ \| ------------ \| ------------ \| \| Partidos \| Partidos \| \| % \| % \| \| DC \| DC \| \| 35.21 % \| 35.21 % \| \| PSIUP \| PSIUP \| \| 20.68 % \| 20.68 % \| \| PCI \| PCI \| \| 18.93 % \| 18.93 % \| \| UDN \| UDN \| \| 6.78 % \| 6.78 % \| \| FUQ \| FUQ \| \| 5.27 % \| 5.27 % \| \| PRI \| PRI \| \| 4.36 % \| 4.36 % \| \| BNL \| BNL \| \| 2.77 % \| 2.77 % \| \| PdA \| PdA \| \| 1.45 % \| 1.45 % \| \| Otros \| Otros \| \| 4.53 % \| 4.53 % \| |          |  |         |         |
| Voto popular |          |  |         |         |
| Partidos | Partidos |  | %       | %       |
| DC | DC       |  | 35.21 % | 35.21 % |
| PSIUP | PSIUP    |  | 20.68 % | 20.68 % |
| PCI | PCI      |  | 18.93 % | 18.93 % |
| UDN | UDN      |  | 6.78 %  | 6.78 %  |
| FUQ | FUQ      |  | 5.27 %  | 5.27 %  |
| PRI | PRI      |  | 4.36 %  | 4.36 %  |
| BNL | BNL      |  | 2.77 %  | 2.77 %  |
| PdA | PdA      |  | 1.45 %  | 1.45 %  |
| Otros | Otros    |  | 4.53 %  | 4.53 %  |

| \| Escaños \| Escaños \| Escaños \| Escaños \| Escaños \| \| -------- \| -------- \| ------- \| ------- \| ------- \| \| Partidos \| Partidos \| \| % \| % \| \| DC \| DC \| \| 37.23 % \| 37.23 % \| \| PSIUP \| PSIUP \| \| 20.68 % \| 20.68 % \| \| PCI \| PCI \| \| 18.71 % \| 18.71 % \| \| UDN \| UDN \| \| 7.37 % \| 7.37 % \| \| FUQ \| FUQ \| \| 5.40 % \| 5.40 % \| \| PRI \| PRI \| \| 4.14 % \| 4.14 % \| \| BNL \| BNL \| \| 2.88 % \| 2.88 % \| \| PdA \| PdA \| \| 1.26 % \| 1.26 % \| \| Otros \| Otros \| \| 2.34 % \| 2.34 % \| |          |  |         |         |
| Escaños |          |  |         |         |
| Partidos | Partidos |  | %       | %       |
| DC | DC       |  | 37.23 % | 37.23 % |
| PSIUP | PSIUP    |  | 20.68 % | 20.68 % |
| PCI | PCI      |  | 18.71 % | 18.71 % |
| UDN | UDN      |  | 7.37 %  | 7.37 %  |
| FUQ | FUQ      |  | 5.40 %  | 5.40 %  |
| PRI | PRI      |  | 4.14 %  | 4.14 %  |
| BNL | BNL      |  | 2.88 %  | 2.88 %  |
| PdA | PdA      |  | 1.26 %  | 1.26 %  |
| Otros | Otros    |  | 2.34 %  | 2.34 %  |

## Referéndum
A la vez que las elecciones a la asamblea, se celebró un referéndum constitucional, en el que se decidió cambiar la monarquía por una república, con una mayoría del 54.26 %. Las regiones de la mitad norte de Italia dieron una mayoría clara a la república, mientras que las regiones de la mitad sur del país votaron por mantener la monarquía. 